# Position de l'Église catholique sur le VIH/SIDA
Depuis l'émergence de l'épidémie du SIDA dans les années 1980, la position de l'Église catholique sur le VIH et le SIDA a été l'objet de nombreux débats, controverses et critiques, notamment quant à l'utilisation du préservatif comme moyen de protection.
Au même titre que d'autres maladies, l'Église catholique apporte son soutien et sa contribution pour le combat contre le virus du sida et elle lutte de la même manière contre la discrimination et la stigmatisation des personnes infectées. En revanche, la doctrine catholique s'oppose au « contrôle artificiel des naissances » et l'usage du préservatif, qui est à ce jour l'un des moyens les plus efficaces pour se protéger du VIH et d'autres infections sexuellement transmissibles(IST), est donc considéré comme immoral d'après les préceptes de l'Église catholique.
Toutefois, les opinions sur le sujet diffèrent d'un acteur à l'autre et il ne semble pas y avoir de consensus au sein de l'Église catholique. Même si le Vatican reste opposé aux méthodes contraceptives, sa position sur l'utilisation du préservatif comme moyen de lutte contre le sida reste assez floue.

## Contexte
Dans le contexte de l'apparition de la pilule contraceptive à la fin des années 1950 et de la révolution sexuelle dans les années 1960, le pape Paul VI publie le 25 juillet 1968 l'encyclique Humanæ vitæ qui énonce que l'Église catholique rejette toute forme de « contrôle artificiel des naissances » en s'appuyant sur le fait qu'il ouvrirait une « voie large et facile [...] à l'infidélité conjugale et à l'abaissement général de la moralité ».
Au début des années 1980, l'épidémie du virus sida commence à se propager dans le monde et une prise de conscience émerge. Face à la propagation rapide de cette maladie, des mesures de prévention sont prises. Les campagnes de prévention se concentrent autour de l'utilisation du préservatif, qui reste à ce jour le seul moyen de contraception qui protège également des infections sexuellement transmissibles.
Un véritable dilemme se pose alors pour le Vatican face à l'ampleur et à la gravité du sida, afin de concilier la lutte contre la maladie et le respect des préceptes religieux. Le débat est d'autant plus épineux que l'Église joue un rôle moralisateur à travers la sensibilisation et la prévention de la société.

## Le soin des malades du sida
La prévalence du sida change d'un territoire à l'autre. Ainsi, la situation sanitaire est très grave dans de nombreux pays d'Afrique subsaharienne : on compte environ 175 fois plus de morts dans cette région qu'en Europe occidentale et centrale.
Face à l'ampleur de la maladie, des fonds ont été créés. En 2005, 1,3 million de personnes bénéficiaient de traitements antirétroviraux dans les pays à faible ou moyen revenu, ce qui reste encore loin des objectifs fixés par les Nations unies. Désormais, le principal obstacle à la prestation de soins n'est plus nécessairement le coût des médicaments, mais c'est plutôt la grande insuffisance des services de santé et des effectifs en personnel soignant dans les pays les plus touchés. L'action des institutions sanitaires et sociales qui relèvent, directement ou indirectement, des autorités catholiques s'avère donc particulièrement importante. Même si elles ne sont pas ou peu connues en dehors de leur pays, les institutions sanitaires catholiques, et plus largement chrétiennes, représentent une part importante de bien des systèmes de santé africains. Ainsi, le Saint-Siège recensait en 2004 « 953 hôpitaux catholiques en Afrique, dont 93 % dans sa partie subsaharienne, ainsi que 4 922 dispensaires, 236 léproseries, 638 foyers pour personnes âgées ou handicapées, 1 675 orphelinats dépendant des diocèses, de congrégations religieuses ou d'œuvres diverses ». Selon les pays, ces institutions fournissent entre 15 et 60 % des soins de santé.
Bien que très engagées, ces institutions manquent des ressources indispensables pour s'approvisionner en médicaments, en matériels de laboratoire et en tests. Les Conférences épiscopales africaines ont ainsi pris conscience de la nécessité de coopérer avec d'autres grands organismes internationaux. Lors du Symposium de Dakar, elles se sont engagées à collaborer avec les autres confessions religieuses, et avec les Nations unies, les Agences internationales et le monde des affaires « pour apporter davantage de soins et de soutien aux personnes concernées, sans rien abandonner de [leurs] convictions évangéliques ».
En 1991, à la suite de demandes d'associations de malades et de séropositifs relayées par le jésuite Giuseppe Pittau, le pape Jean-Paul II fait de Louis de Gonzague le saint patron des malades atteints du SIDA. 

## Position de l'Église catholique sur l'utilisation du préservatif
Lorsque l'on évoque la participation des communautés religieuses à la lutte contre le sida, la question épineuse de l'utilisation du préservatif revient souvent.
Historiquement, l'Église catholique condamne et rejette toute forme de « contrôle artificiel des naissances », y compris donc le préservatif aussi bien masculin que féminin. Le Catéchisme de l'Église catholique enseigne que la contraception artificielle sous toutes ses formes est « intrinsèquement mauvaise ». D'après le Sixième Commandement du Catéchisme de l'Église :
« (2370) La continence périodique, les méthodes de régulation des naissances fondées sur l'auto-observation et le recours aux périodes infécondes (cf. HV 16) sont conformes aux critères objectifs de la moralité. Ces méthodes respectent le corps des époux, encouragent la tendresse entre eux et favorisent l'éducation d'une liberté authentique. En revanche, est intrinsèquement mauvaise « toute action qui, soit en prévision de l'acte conjugal, soit dans son déroulement, soit dans le développement de ses conséquences naturelles, se proposerait comme but ou comme moyen de rendre impossible la procréation. » (HV 14) »
De nos jours, face au risque de transmission des maladies sexuellement transmissibles et à l'envergure mondiale de celles-ci, la position du Vatican sur le sujet n'est pas clairement définie. L'utilisation du préservatif reste controversée : tandis que certains théologiens catholiques plaident pour afin de prévenir la transmission du VIH et autres IST, d'autres restent attachés aux préceptes religieux et revendiquent l'abstinence comme meilleur moyen de faire face à la propagation du virus.

## Positions des représentants de l'Église catholique
L'Église catholique a pris conscience de la gravité de la pandémie que représente le sida et des moyens de s'en prémunir. À maintes reprises et par la parole de différentes personnalités, l'Église catholique a pris diverses positions sur la question du VIH/SIDA et sur l'utilisation du préservatif comme moyen de lutter contre la propagation, bousculant ainsi les sociétés.

### Le pape Jean-Paul II
Lorsqu'il a été élu pape en 1978, Jean-Paul II a jugé que l'encyclique Humanæ vitæ avait une vision trop étroite de la sexualité. La position de l'Église sur le domaine de la sexualité est donc redéfinie par le nouveau pape, y compris en matière de contraception.
Le pape Jean-Paul II reconsidère la question de l'utilisation du préservatif à travers la théologie du corps. La contraception n'est cependant pas cautionnée en elle-même par le Pape Jean-Paul II et demeure condamnée. Par ailleurs, Jean Paul II a déclaré que « pour être à la fois digne de la personne humaine et vraiment efficace, [la prévention du sida] doit poursuivre deux objectifs : informer d'une façon adéquate et éduquer à la maturité responsable ».
En 1993, Jean Paul II défendait l'idée que le meilleur moyen d'en finir avec le sida était de rester fidèle : « Le lien sexuel de la chasteté est l'unique manière sûre et vertueuse pour mettre fin à cette plaie tragique qu'est le sida ». Cependant, dans les pays et les régions où le sida a une forte prévalence, en Afrique subsaharienne notamment, la fidélité dans le mariage n'assure plus de ne pas être contaminé par le VIH : certaines personnes sont contaminées par leur conjoint déjà infecté par la maladie,.

### Le pape Benoît XVI
En novembre 2006, le pape Benoît XVI a demandé un rapport au cardinal Javier Lozano Barragan, président du Conseil pontifical pour la santé, sur la licéité de l'utilisation du préservatif dans le combat contre la propagation des infections sexuellement transmissibles. Lors de la XXI Conférence internationale du 23 au 25 novembre 2006, le thème « Les aspects pastoraux du traitement des maladies infectieuses » a été abordé, un thème d' actualité et qui revêt un grand intérêt pour l'Église.
En mars 2009, Benoît XVI déclenche une polémique en déclarant, lors de sa première visite officielle en Afrique, que l'on ne pouvait « pas régler le problème du sida avec la distribution de préservatifs » et que l'utilisation du préservatif « aggrave le problème du sida », tandis que l'Afrique reste le continent où la prévalence de cette maladie est la plus élevée.
Dans son livre d'entretien intitulé « Lumière du Monde » et paru en 2010, le pape Benoît XVI admet pour la première fois que l'utilisation du préservatif « dans certains cas » permet de « réduire les risques de contamination » avec le virus du sida. Il mentionne seulement le cas de la prostitution homosexuelle (seulement dans la version italienne) et considère que l'utilisation du préservatif pourrait être le « premier vers la moralisation et la responsabilité », lorsqu'il est utilisé « dans l'intention de réduire le risque d'infection ». Ces déclarations ont été, dans un premier temps, porteuses d'espoir et sont apparues comme une ouverture du pape sur le sujet : jusqu'ici, le Vatican s'était toujours opposé à tout moyen de contraception artificielle, dont fait partie le préservatif, et ce même dans le but de prévenir la transmission d'IST. Le pape a rappelé cependant que le préservatif « n'est pas la façon à proprement parler de venir à bout du mal de l'infection du VIH » et que « se polariser sur le préservatif signifie une banalisation du sexe et c'est exactement le danger que beaucoup de gens considèrent le sexe non plus comme une expression de leur amour, mais comme une sorte de drogue, qu'ils s'administrent eux-mêmes ».
Vittorio Messori, un écrivain catholique proche de Benoît XVI, déclarait au sujet de la position du pape : « ce dont le souverain pontife parle est un acte de charité et il n'en découle aucune conséquence destructrice pour la doctrine. Benoît XVI parle de l'utilisation du préservatif non pas à des fins de contraception mais comme charité (...) pour éviter la contagion ».

### Le pape François
Contrairement à son prédécesseur, le pape François a rarement abordé le sujet de l'usage des préservatifs comme moyen de protection contre le sida. Sans prendre clairement position, le pape estime que « les rapports sexuels doivent être ouverts à la vie », alors que l'Église catholique reste formellement opposée à toute forme de contraception.
En 2015, alors qu'il revenait de sa tournée en Afrique subsaharienne, le pape avait reconnu « la perplexité » de l'Église sur la question de l'usage du préservatif comme moyen de lutter contre la transmission du sida. Il avait évoqué que c'était « une des méthodes », mais que l'Afrique avait « des blessures plus grandes » telles que le manque d'eau et de nourriture.
En novembre 2016, à la veille de la journée mondiale de lutte contre le sida, le pape argentin avait appelé à un « comportement responsable » pour lutter contre la propagation du sida, sans pour autant mentionner l'utilisation du préservatif pour s'en prémunir.

### Autres représentants de l'Église catholique
Certains croyants ou représentants catholiques voient à travers le sida le signe de la « réprobation divine de conduites pécheresses ». Cette idée d'un châtiment divin est particulièrement dangereuse dans le sens où elle conforte tous les comportements de jugement, d'exclusion et de discrimination. En octobre 1986, le cardinal Joseph Bernardin, archevêque de Chicago qui a lutté contre cette idée, a déclaré :
« Il est important que le sida soit considéré comme une maladie humaine qui mérite les mêmes soins et la même compassion que n'importe quelle autre maladie […] Certains [diront] que le sida est une punition divine pour ce qu'ils appellent le péché d'homosexualité. Sans mettre en question leur sincérité, je désapprouve cette affirmation […]. L'Évangile révèle que Jésus, tout en n'hésitant pas à proclamer une éthique radicale de vie fondée sur la promesse du Royaume de Dieu, n'a jamais cessé de tendre la main vers les plus petits et les exclus de l'époque […] À l'heure actuelle, aucune justification médicale n'autorise à exercer une discrimination à l'égard de ces personnes [atteintes de sida ou exposées au virus] et, en fait, une telle discrimination est une violation de leur dignité humaine fondamentale et n'est pas compatible avec l'éthique chrétienne. »
En 2005, le cardinal Georges Cottier, théologien personnel de Jean Paul II, dominicain suisse de l'école thomiste déclare que l'usage du préservatif pouvait être « légitime » dans certaines conditions strictes : « En certains cas, l'utilisation du prophylactique peut être considérée comme moralement légitime. Face à un risque imminent de contagion, il est difficile de s'engager sur la voie normale de protection contre l'épidémie, à savoir l'éducation à la sacralité du corps humain. » Selon lui, dans la mesure où le virus peut se transmettre à travers un acte sexuel signifie qu'il y a le risque de transmettre la vie, mais aussi la mort. À cet égard, c'est le commandement « ne pas tuer ! » qui prévaut. Il ajoute qu'il faut « avant tout respecter la défense de la vie ». En 2006, le cardinal Godfried Danneels s'est prononcé de la même façon en faveur du préservatif « dans le cas où la vie d'un des partenaires serait en danger » : « si un homme malade du Sida oblige sa propre épouse à avoir des relations sexuelles, il doit pouvoir qui lui imposer le préservatif ; dans le cas contraire, il ajoute un autre péché, celui d'homicide. »
Les divergences de point de vue au sein de l'Église s'expliquent par le fait que celle-ci n'impose rien de précis quant l'utilisation du préservatif comme moyen de protection contre le sida, elle suggère simplement un chemin à suivre. Ainsi, si certains évêques voient l'usage du préservatif comme un « moindre mal » (c'est-à-dire pas tout à fait un bien), d'autres affirment que le préservatif contribue à la propagation du virus du sida : la banalisation de l'utilisation du préservatif pousserait les personnes à avoir des relations sexuelles plus fréquentes, avec davantage de partenaires différents et de plus en plus jeunes.

### Les conférences épiscopales
Lors de certaines conférences épiscopales, l'utilisation du préservatif comme moyen de se prémunir du VIH et d'autres IST a été jugé acceptable dans certaines circonstances. En 1989, la Conférence des évêques de France a été une des premières conférences épiscopales à prendre une telle position : « Toute la population et en particulier les jeunes devraient être informés des risques. Des mesures prophylactiques existent. » En 1996, la Commission sociale des évêques de France a déclaré que l'utilisation du préservatif « peut être comprise dans le cas de personnes pour lesquelles l'activité sexuelle est une partie intégrante de leur mode de vie et pour lesquelles [cette activité] représente un risque grave ».
En 1993, la Conférence épiscopale allemande a déclaré : « En dernière analyse, la conscience humaine constitue l'autorité décisive en matière d'éthique personnelle [...] il faut tenir compte [...] de la propagation du sida. C'est un devoir moral de prévenir une telle souffrance, même si le comportement sous-jacent ne peut être toléré dans de nombreux cas. » [...] L'Église ... doit respecter la prise de décision responsable des couples. »

## Critiques
Un rapport de 2014 du Comité des droits de l'enfant de l'ONU a demandé à l'Église de « surmonter tous les obstacles et tabous entourant la sexualité des adolescents qui entravent leur accès à l'information sur la sexualité et la reproduction, y compris sur la planification familiale et les contraceptifs ».